# Bletilla striata
Bletilla striata es una especie de orquídea y la especie tipo de su género.

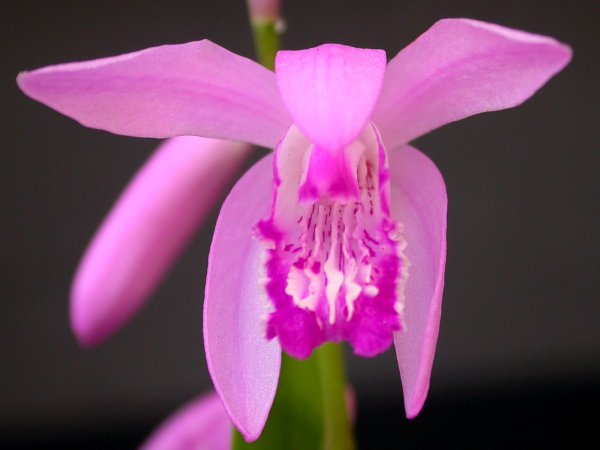
Detalle de la flor

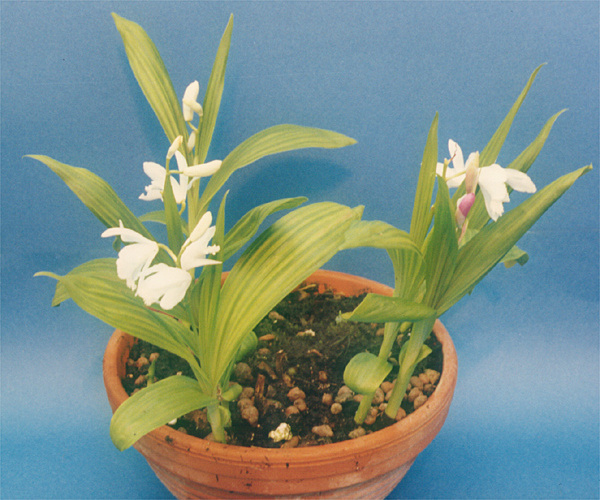
Vista de la planta

## Descripción
Es una orquídea de tamaño pequeño a mediano, que prefiere clima fresco a frío. Tiene un hábito terrestre y crece con pseudobulbos redondeados y comprimidos subterráneos y un tallo erecto que lleva 4 a 5 hojas, oblongo-lanceoladas, acuminadas apicalmente y flexibles. Florece en una inflorescencia terminal laxa de 60 cm de largo con 3 a 12 flores fragantes, que se abren en sucesión en la primavera. La planta requiere un reposo invernal.

## Distribución y hábitat
Esta especie se encuentra en Japón, Corea, Anhui, Fujian, Gansu, Cantón, Guangxi, Guizhou, Hubei, Hunan, Jiangxi, al sur de Shaanxi, Sichuan, en China, y en Hong Kong, y Okinawa en los bosques siempre verdes de frondosas, bosques de coníferas, lugares de hierbas y grietas en las elevaciones de 100 a 3200 metros.

## Usos
En Peiping China un mucílago espeso creado a partir de los pseudobulbos de esta especie se utiliza en la fabricación de esmalte de madera.

## Taxonomía
Bletilla striata fue descrita por (Thunb.) Rchb. (1878) y publicado en Botanische Zeitung (Berlin) 36: 75. 1878.
Etimología
Bletilla: nombre genérico que tiene este nombre por su similitud con el género de orquídeas americanas Bletia, pero las orquídeas son más pequeñas.
striata: epíteto latino que significa "estriada".
Sinonimia
- Bletia gebina Lindl. (1847)
- Bletia hyacinthina (Sm.) Aiton (1813)
- Bletia striata (Thunb.) Druce (1917)
- Bletilla elegantula (Kraenzl.) Garay & G.A. Romero (1998)
- Bletilla gebina (Lindl.) Rchb.f. (1853)
- Bletilla striata f. gebina (Lindl.) Ohwi (1953)
- Bletilla striata var. albomarginata Makino (1929)
- Bletilla striata var. gebina (Lindl.) Rchb.f. (1852)
- Calanthe gebina (Lindl.) Lindl. (1855)
- Coelogyne elegantula Kraenzl. (1921)
- Cymbidium hyacinthinum Sm. (1805)
- Cymbidium striatum (Thunb.) Sw. (1799)
- Epidendrum striatum (Thunb.) Thunb. (1794)
- Gyas humilis Salisb. (1812)
- Jimensia nervosa Raf. (1838)
- Jimensia striata (Thunb.) Garay & R.E. Schult. (1958)
- Limodorum hyacinthinum (Sm.) Donn (1807)
- Limodorum striatum Thunb. (1784) (Basionymum)
- Polytoma inodora Lour. ex Gomes Mach. (1868)
- Sobralia bletioides Brongn. ex Decne. (1847)[4][5]